# Unione Sportiva Battipagliese 1996-1997
Questa voce raccoglie le informazioni riguardanti la Unione Sportiva Battipagliese nelle competizioni ufficiali della stagione 1996-1997.

## Stagione
La stagione 1996-1997 iniziò male, con una sconfitta in casa contro il Bisceglie, ma la formazione allenata a quei tempi da Roberto Chiancone, si riprese in fretta, vincendo contro il Frosinone in rimonta nella seconda giornata, e ottenendo, in seguito, 14 risultati utili consecutivi nelle successive gare. La serie di risultati utili, si interruppe alla sedicesima giornata di campionato, con una sconfitta per 2-1 a Matera. A quattro gare dalla fine del campionato, la Battipagliese era lanciata verso la promozione. Nella gara interna contro il Taranto bastò una rete di D'Antò a decidere l'incontro la quale vittoria, portò la Battipagliese a 5 punti di vantaggio sul Catanzaro. Nella giornata successiva, le zebrette non ottennero la promozione matematica per via della sconfitta a Castrovillari. La matematica promozione in serie C1, però, arrivò nella giornata successiva, ovvero, l'11 maggio 1997, al Pastena,nella penultima gara di campionato, che vide la Battipagliese affrontare il Matera di fronte a 6000 spettatori. La Battipagliese non deluse le attese e vinse la gara per 2-1. In Coppa Italia Serie C viene eliminata al primo turno dal Savoia

## Divise e sponsor
| Casa | Trasferta | Terza Divisa |

## Organigramma societario
- Presidente:  Bruno Pastena[3]
- Allenatore:  Roberto Chiancone[5]

## Rosa
Fonte: Calciatori.com
| N. |                   | Ruolo | Calciatore                   |
| -- | ----------------- | ----- | ---------------------------- |
|    | Italia (bandiera) | D     | Marco Ambrogioni             |
|    | Italia (bandiera) | C     | Antonino Cardinale           |
|    | Italia (bandiera) | D     | Federico Cavola              |
|    | Italia (bandiera) | A     | Massimiliano D'Angelo        |
|    | Italia (bandiera) | A     | Domenico D'Antò              |
|    | Italia (bandiera) | A     | Andrea Deflorio              |
|    | Italia (bandiera) | A     | Luigi Di Baia                |
|    | Italia (bandiera) | C     | Marco Di Capua               |
|    | Italia (bandiera) | D     | Raniero Di Cunzolo           |
|    | Italia (bandiera) | C     | Alessandro Di Giovannantonio |
|    | Italia (bandiera) | C     | Michele Di Mingo             |
|    | Italia (bandiera) | D     | Osvaldo Ferullo              |

| N. |                   | Ruolo | Calciatore          |
| -- | ----------------- | ----- | ------------------- |
|    | Italia (bandiera) | P     | Federico Infanti    |
|    | Italia (bandiera) | D     | Giovanni Langella   |
|    | Italia (bandiera) | D     | Luigi Lonoce        |
|    | Italia (bandiera) | A     | Francesco Madonna   |
|    | Italia (bandiera) | C     | Vincenzo Manzo      |
|    | Italia (bandiera) | A     | Michele Marino      |
|    | Italia (bandiera) | C     | Francesco Pesacane  |
|    | Italia (bandiera) | C     | Massimiliano Rossi  |
|    | Italia (bandiera) | C     | Salvatore Russo     |
|    | Italia (bandiera) | D     | Giovanni Schettini  |
|    | Italia (bandiera) | P     | Giovanni Schettino  |
|    | Italia (bandiera) | C     | Francesco Tataranni |

## Risultati

### Campionato

#### Girone di andata
| 1º settembre 1996 1ª giornata | Battipagliese | 0 – 1 | Bisceglie |  |

| 8 settembre 1996 2ª giornata | Frosinone | 1 – 2 | Battipagliese |  |

| 15 settembre 1996 3ª giornata | Battipagliese | 1 – 0 | Turris |  |

| 22 settembre 1996 4ª giornata | Catania | 1 – 2 | Battipagliese |  |

| 29 settembre 1996 5ª giornata | Altamura | 1 – 1 | Battipagliese |  |

| 6 ottobre 1996 6ª giornata | Battipagliese | 1 – 0 | Teramo |  |

| 13 ottobre 1996 7ª giornata | Albanova | 0 – 1 | Battipagliese |  |

| 20 ottobre 1996 8ª giornata | Battipagliese | 2 – 0 | Marsala |  |

| 3 novembre 1996 9ª giornata | Casertana | 0 – 2 | Battipagliese |  |

| 10 novembre 1996 10ª giornata | Battipagliese | 2 – 1 | Chieti |  |

| 17 novembre 1996 11ª giornata | Gela J.T. | 1 – 1 | Battipagliese |  |

| 1º dicembre 1996 12ª giornata | Battipagliese | 2 – 0 | Sporting Benevento |  |

| 8 dicembre 1996 13ª giornata | Battipagliese | 0 – 0 | Catanzaro |  |

| 15 dicembre 1996 14ª giornata | Taranto | 1 – 2 | Battipagliese |  |

| 22 dicembre 1996 15ª giornata | Battipagliese | 0 – 0 | Castrovillari |  |

| 29 dicembre 1996 16ª giornata | Matera | 2 – 1 | Battipagliese |  |

| 12 gennaio 1997 17ª giornata | Battipagliese | 2 – 0 | Viterbese |  |

#### Girone di ritorno
| 19 gennaio 1997 18ª giornata | Bisceglie | 1 – 0 | Battipagliese |  |

| 26 gennaio 1997 19ª giornata | Battipagliese | 2 – 0 | Frosinone |  |

| 2 febbraio 1997 20ª giornata | Turris | 2 – 1 | Battipagliese |  |

| 9 febbraio 1997 21ª giornata | Battipagliese | 2 – 2 | Catania |  |

| 16 febbraio 1997 22ª giornata | Battipagliese | 0 – 1 | Altamura |  |

| 23 febbraio 1997 23ª giornata | Teramo | 0 – 1 | Battipagliese |  |

| 2 marzo 1997 24ª giornata | Battipagliese | 0 – 1 | Albanova |  |

| 9 marzo 1997 25ª giornata | Marsala | 0 – 0 | Battipagliese |  |

| 16 marzo 1997 26ª giornata | Battipagliese | 1 – 0 | Casertana |  |

| 29 marzo 1997 27ª giornata | Chieti | 2 – 2 | Battipagliese |  |

| 6 aprile 1997 28ª giornata | Battipagliese | 1 – 0 | Gela J.T. |  |

| 13 aprile 1997 29ª giornata | Sporting Benevento | 0 – 0 | Battipagliese |  |

| 20 aprile 1997 30ª giornata | Catanzaro | 0 – 0 | Battipagliese |  |

| 27 aprile 1997 31ª giornata | Battipagliese | 1 – 0 | Taranto |  |

| 4 maggio 1997 32ª giornata | Castrovillari | 1 – 0 | Battipagliese |  |

| 11 maggio 1997 33ª giornata | Battipagliese | 2 – 1 | Matera |  |

| 18 maggio 1997 34ª giornata | Viterbese | 1 – 1 | Battipagliese |  |

### Coppa Italia Serie C
| Squadra numero 1 | Squadra numero 2 | Risultato |
| ---------------- | ---------------- | --------- |
| Battipagliese    | Savoia           | 0 - 2     |
| Savoia           | Battipagliese    | 2 - 2     |